# Liste der Biografien/Thol
Liste der Biografien |
Portal Biografien |
Personensuche
# |
A |
B |
C |
D |
E |
F |
G |
H |
I |
J |
K |
L |
M |
N |
O |
P |
Q |
R |
S |
T |
U |
V |
W |
X |
Y |
Z |
?
 
Ta |
Tc |
Te |
Tf |
Tg |
Th |
Ti |
Tj |
Tk |
Tl |
Tm |
To |
Tq |
Tr |
Ts |
Tu |
Tv |
Tw |
Tx |
Ty |
Tz
 
Tha |
The |
Thi |
Thj |
Thn |
Tho |
Thr |
Thu |
Thw |
Thy
 
Thoa |
Thob |
Thod |
Thoe |
Thof |
Thog |
Thoh |
Thoi |
Thok |
Thol |
Thom |
Thon |
Thoo |
Thop |
Thor |
Thos |
Thot |
Thou |
Thov |
Thow |
Thoz
Die Liste der Biografien führt alle Personen auf, die in der deutschsprachigen Wikipedia einen Artikel haben. Dieses ist eine Teilliste mit 49 Einträgen von Personen, deren Namen mit den Buchstaben „Thol“ beginnt.

## Thol
- Thöl, Georg Heinrich (1845–1909), deutscher Reichsgerichtsrat
- Thöl, Heinrich (1807–1884), deutscher Rechtsgelehrter und Mitglied der Frankfurter Nationalversammlung
- Thol, Hendrik Otto van (1859–1902), niederländischer Maler und Zeichner
- Thol, Paul (1887–1956), deutscher Maler und Restaurator
- Thol, Peter (* 1955), deutscher Maler
- Thol, Tan (* 1941), kambodschanischer Radrennfahrer

### Thola
- Tholance, Auguste (1878–1938), französischer Kolonialverwalter in Indochina
- Tholander, Carl August (1828–1910), schwedischer Porträt-, Historien- und Vedutenmaler

### Thold
- Thölde, Johann, deutscher Alchemist
- Tholde, Kaspar († 1582), althessischer Pfarrer

### Thole
- Thole, Alfred (1920–2005), deutscher Politiker (CDU), MdL
- Thöle, Amélie (* 2003), deutsche Fußballspielerin
- Thöle, Annegret (* 1935), deutsche Tischtennisspielerin
- Thole, Bernward (1936–2023), deutscher Spielerezensent, Autor, Gründer des Marburger Spielearchivs
- Thole, Christoph (* 1978), deutscher Jurist und Hochschullehrer
- Thole, Johannes (1880–1952), deutscher Politiker (CDU), MdL
- Thöle, John (* 1988), deutscher Fußballspieler
- Thole, Julius (* 1997), deutscher Volleyball- und BeachvolleyballspielerJulius Thole (* 1997)

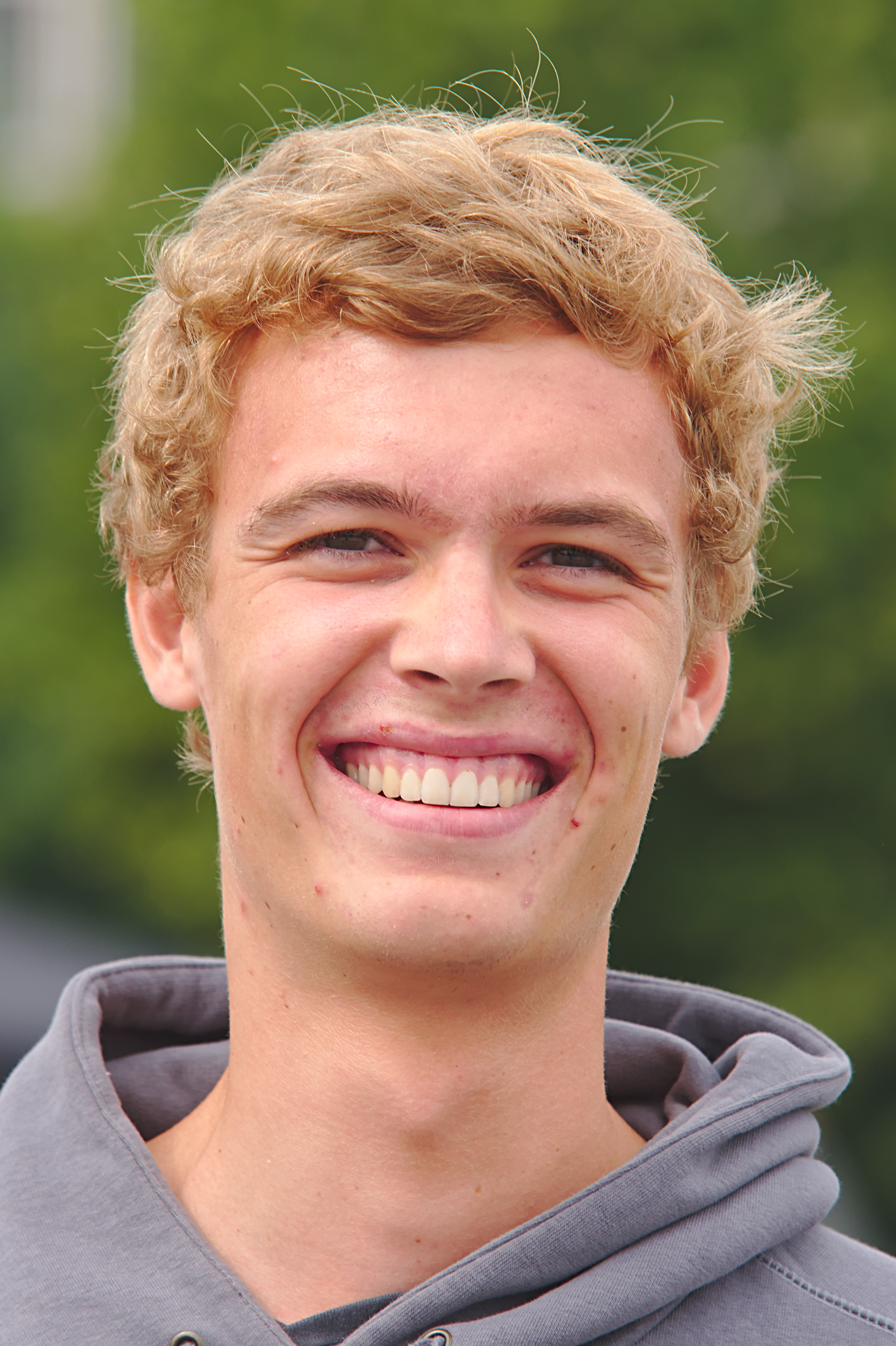
Julius Thole (* 1997)

- Thole, Karel (1914–2000), niederländischer Grafiker
- Thole, Konrad (* 1999), deutscher Volleyballspieler
- Thole, Peter (* 1957), deutscher Maschinenbauingenieur
- Thole, Reinhard, deutscher LGBT-Aktivist
- Thöle, Reinhard (* 1950), deutscher lutherischer Theologe
- Thole, Theo (1950–1996), niederländischer Chemiker (Physikalische Chemie)
- Thole, Werner (* 1955), deutscher Erziehungswissenschaftler
- Tholen, David J. (* 1955), US-amerikanischer Astronom
- Tholen, Georg Christoph (* 1948), deutscher Medienwissenschaftler und Hochschullehrer
- Tholen, Peter Anton (1882–1950), deutscher Archäologe
- Tholen, Sven (* 1972), deutscher Fußballspieler
- Tholen, Toni (* 1965), deutscher Germanist und Literaturwissenschaftler
- Tholen, Willem Bastiaan (1860–1931), niederländischer Porträt- und Marinemaler
- Tholet, Clem (1948–2004), rhodesischer Sänger
- Tholey, Dominique (* 1989), deutscher Basketballspieler
- Tholey, Léa (* 1995), französische Tennisspielerin
- Tholey, Paul (1937–1998), deutscher Psychologe

### Tholi
- Tholin, Claes (1860–1927), schwedischer Politiker (SAP), Mitglied des Riksdag

### Tholk
- Thölke, Jürgen (1934–2021), deutscher Politiker (SPD), MdL
- Thölken, Hinrich (* 1961), deutscher Diplomat

### Tholl
- Thollembeek, Emile (1895–1969), belgischer Radrennfahrer
- Thollon, François-Romain (1855–1896), französischer Botaniker und Tiersammler
- Thollot, Jacques (1946–2014), französischer Jazzmusiker (Schlagzeug, Komposition)

### Tholo
- Tholot, Didier (* 1964), französischer Fußballspieler und -trainerDidier Tholot (* 1964)

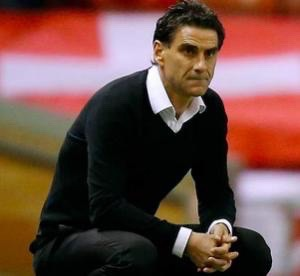
Didier Tholot (* 1964)

### Thols
- Tholse, Peter (* 1965), schwedischer Volleyballspieler
- Tholsted, Marianne (* 1944), dänische Schauspielerin und Model

### Tholu
- Tholuck, August (1799–1877), deutscher protestantischer Theologe
- Tholuck, Hans Joachim (1888–1972), deutscher Schulzahnarzt
- Tholuck, Mathilde (1816–1894), deutsche protestantische Mitgründerin der Diakonie in Halle
- Tholuck, Ulrich (1944–2009), deutscher Pädagoge
- Tholund, Jakob (1928–2022), deutscher Gymnasiallehrer und Schriftsteller in Nordfriesland